# Spéléologie au Liban
La spéléologie au Liban bénéfice des nombreux et importants massifs calcaires existant sur le territoire.  Faouar Dara est la cavité la plus profonde du Moyen-Orient avec plus de 600 mètres de profondeur. Elle fut un temps une des plus profondes du monde. Elle est suivie du gouffre de Houet Qattine Azar.

## Historique
En 1836, un missionnaire américain, le révérend William Thomson, explore la Grotte de Jeita. Jusqu'en 1946, les explorations furent l'œuvre d'expéditions françaises et américaines. Dès 1957, le Spéléo-Club du Liban explore et topographie Faouar Dara jusqu'à −225 mètres, un record à l'époque pour le Moyen-Orient.

## Grottes touristiques
- La grotte de Jeita à 20 kilomètres au Nord de Beyrouth.
- La grotte d'Afqa.
- La grotte de Qadisha

## Personnalités
- Sami Karkabi (°1931-†2017), cofondateur du Spéléo-club du Liban en 1951[1]